# آنتونیو ده لا توره ویالپاندو
آنتونیو ده لا توره ویالپاندو (اسپانیایی: Antonio de la Torre Villalpando‎; ۲۱ سپتامبر ۱۹۵۱ – ۲ اوت ۲۰۲۱) بازیکن فوتبال اهل مکزیک بود.
از باشگاه‌هایی که در آن بازی کرده‌است می‌توان به باشگاه فوتبال آمریکا، باشگاه فوتبال اطلس، و باشگاه فوتبال اونیورسیداد ناسیونال اشاره کرد.
وی همچنین در تیم ملی فوتبال مکزیک بازی کرده‌است.